# Idom Kirke
Idom Kirke ligger i landsbyen Idom i Idom-Råsted Sogn, Holstebro Kommune (Viborg Stift).

## Bygningen
Skibet og koret er opført i kvadre i romansk stil. Tårnet og våbenhuset er hvidkalkede.

## Historie
Idom Kirke stammer fra omkring 1150, idet dog tårnet og våbenhuset er bygget til senere, omkring 1490.
Altertavlen er fra 1787, hvor den erstattede en tidligere, der var brændt kort forinden.
På kirkegården findes et område kaldet "Flyvergraven", idet der her ligger seks canadiere og en nordirer begravet. Disse styrtede ned med et fly i nærheden under anden verdenskrig, og området er markeret med et jernkors lavet af vragdele fra flyet.